# 花笛鲷
花笛鲷（学名：Tropidinius amoenus）为笛鲷科花笛鲷属的鱼类。分布于台湾岛等。该物种的模式产地在琉球群岛。